# Átrax (mitología)
Átrax o Átrace (en griego Ατραξ), en la mitología griega, fue, según Estéfano de Bizancio, el fundador epónimo de Átrax, una ciudad de la Pelasgiótide, en Tesalia. Fue construida por Átrace en persona y se dice que era hijo del dios fluvial Peneo y de una tal Bura. El autor también dice que el etnónimo femenino es Atracia y que otros describen su nombre como Atrago. El mismo autor dice que Bura era una hija de Ion y Hélice, aunque no especifica si esta Bura es la madre de Átrace.
Al menos tres fuentes diferentes dicen que Átrace fue padre de una hija, pero cada autor varía. Así Ovidio nos dice que Hipodamía, la esposa de Pirítoo, era hija de Átrace. Antonino Liberal en cambio, alega que su hija fue Cénide, la que fue transformada en hombre por Poseidón. Los textos del Pseudo-Plutarco nos hablan de otra hija, Damasipe, que estaba casada con Casandro, rey de Tracia. Ésta se enamoró de su hijastro Hebro (hijo de Casandro con su primera esposa Crotonice); como él rechazó todas sus insinuaciones, se vengó de él acusándolo falsamente de seducirla; Casandro creyó las acusaciones y trató de matar a Hebro, por lo que tuvo que lanzarse al río Rombo, que posteriormente sería renombrado Hebro.